# Mazaniec (Olkusz)
Mazaniec – część miasta Olkusz w województwie małopolskim, w powiecie olkuskim, w gminie Olkusz.
Rozpościera się wzdłuż ulicy Mazaniec na południowych rubieżach miasta.

## Historia
Mazaniec to dawna wieś. Od 1867 należała do gminy Rabsztyn w powiecie olkuskim w guberni kieleckiej. W okresie międzywojennym należała do powiatu olkuskiego w woj. kieleckim. 28 kwietnia 1931 wyłączono ją z gminy Rabsztyn i włączono do Olkusza w związku ze znacznym poszerzeniem granic miasta.